# Rehling
Rehling là một đô thị ở huyện Aichach-Friedberg bang Bayern nước Đức. Đô thị Rehling có diện tích 26,26 km², dân số thời điểm ngày 31 tháng 12 năm 2006 là 2427 người.